# UFC 185
UFC 185: Pettis vs. dos Anjos foi um evento de Artes Marciais Mistas promovido pelo Ultimate Fighting Championship, ocorrido em  14 de março de 2015 no American Airlines Center em Dallas, Texas..

## Background
O evento principal será a disputa entre o atual campeão Anthony Pettis, e o desafiante Rafael dos Anjos pelo Cinturão Peso Leve do UFC.
Ocorrerá também mais uma disputa de cinturão, será o combate entre a atual campeã Carla Esparza e a desafiante Joanna Jędrzejczyk pelo Cinturão Peso Palha Feminino do UFC.

## Card Oficial
Nota 1 Pelo Cinturão Peso Leve do UFC.
Nota 2 Pelo Cinturão Peso Palha Feminino do UFC.

## Bônus da Noite
- Luta da Noite: Esse prêmio não foi atribuído a nenhuma luta
- Performance da Noite:  Rafael dos Anjos,  Joanna Jedrzejcyk,  Ross Pearson e  Beneil Dariush

## Ligações Externas
1. ↑  Nota 1
2. ↑  Nota 2